# Ariconias albinus
Ariconias albinus is een vlindersoort uit de familie van de prachtvlinders (Riodinidae), onderfamilie Riodininae.
Ariconias albinus werd in 1861 beschreven door C. & R. Felder.